# Tuamotuöarna

Tuamotuöarnas flagga.

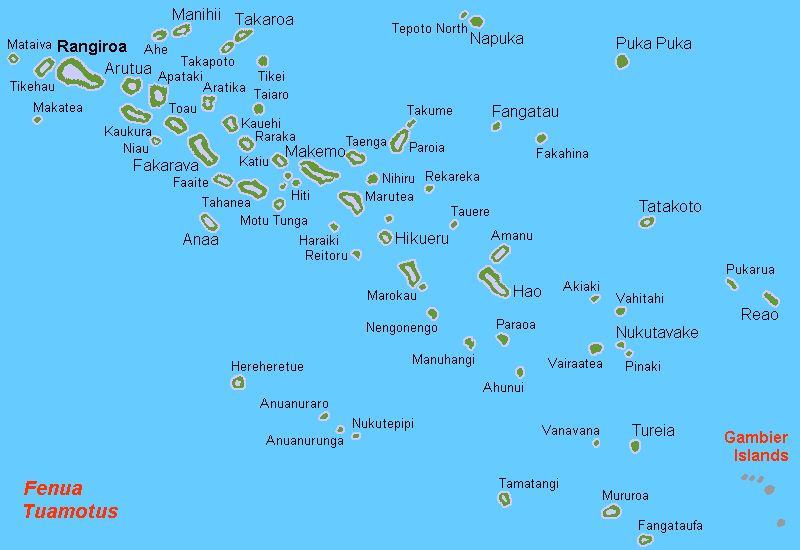
Översiktskarta.

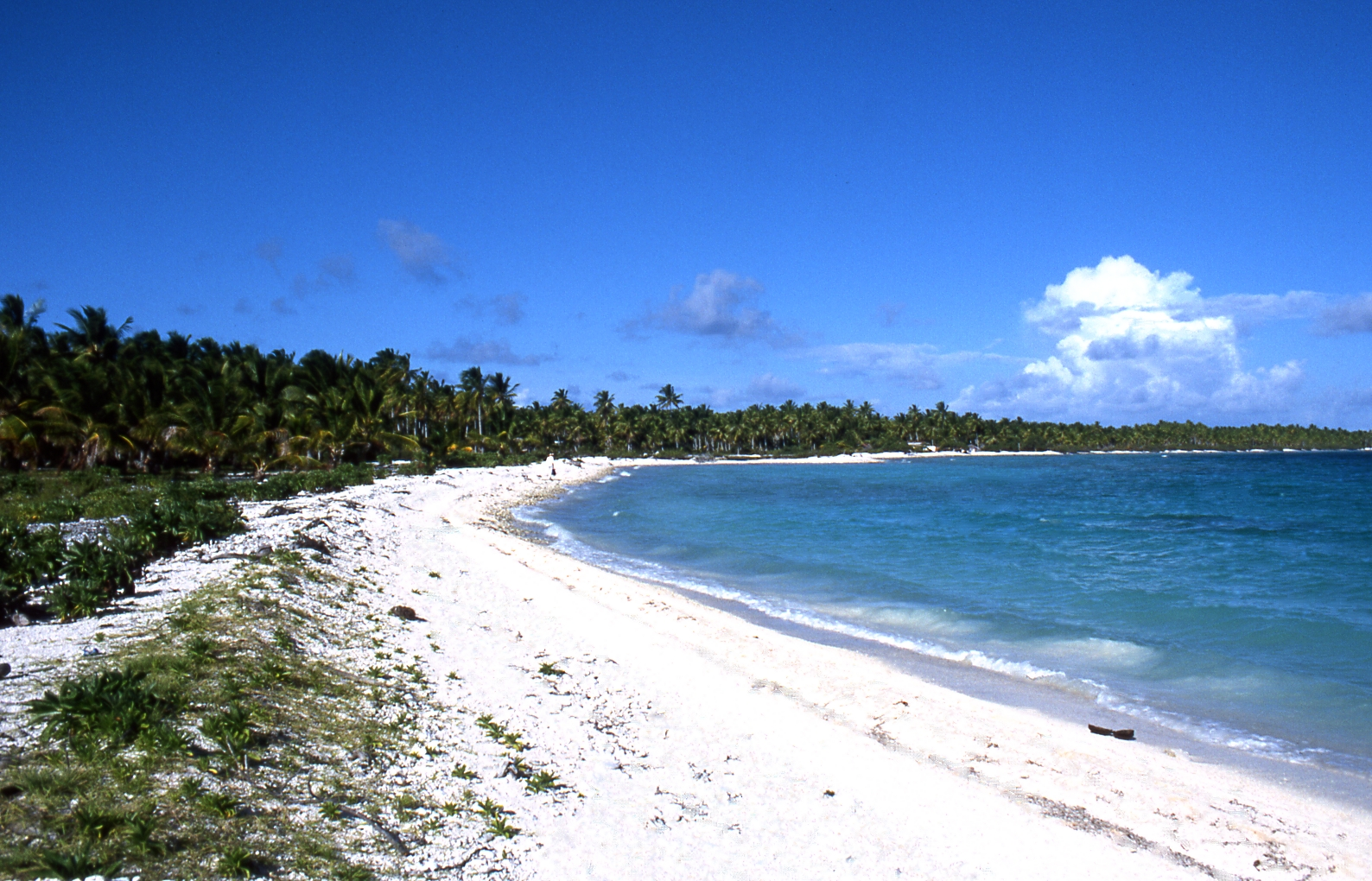
Mataiva.

Tuamotuöarna (franska: Îles Tuamotu eller Archipel des Tuamotu) är ett av de fem territorier (subdivisions administratives) i Franska Polynesien i Stilla havet. Öarna ligger cirka 200 till 1 200 km öster om Tahiti.

## Historia
Öarna upptäcktes den 24 januari 1521 av den portugisiske sjöfararen Ferdinand Magellan under den första världsomseglingen som då siktade Puka-Puka. Eftervart upptäcktes även de övriga områdena av européer. Området utforskades bl.a. 1839 av en brittisk expedition under Charles Wilkes. 1947 anlände Thor Heyerdahl på sin flotte Kon-Tiki på Raroia.
Området blev ett franskt protektorat 1844 och införlivades 1903 tillsammans med övriga öar inom Franska Polynesien i det nyskapade Établissements Français de l'Océanie (Franska Oceanien).

## Geografi
Öarna är korallöar och ligger i en kedja från norr till söder inom ett cirka 2 000 km långt område från Mataiva i norr till Temoe i sydöst med en area på cirka 850 km². Huvudön Rangiroa-atollen har en area på cirka 170 km² fördelad på cirka 250 öar kring den cirka 1 640 km² stora lagunen med den högsta höjden på endast några m ö.h.
Tuamotuöarna täcker en yta av cirka 800 000 km² och är därmed den största atollkedjan på jorden med en yta som motsvarar västra Europa. Geografiskt tillhör även Gambieröarna området.
Området omfattar 78 öar och atoller fördelade på 16 förvaltningsområden
- Västra gruppen med
- Anaa - med Faaite, Motutunga och Tahanea
- Arutua - med Apataki och Kaukura
- Fakarava - med Aratika, Kauehi, Niau, Raraka, Taiaro och Toau
- Manihii - med Ahe
- Rangiroa - med Makatea, Mataiva och Tikehau
- Takaroa - med Takapoto och Tikei

- Norra centralgruppen med
- Hao - med Ahunui, Amanu, Anuanuraro, Anuanurunga, Hereheretue, Manuhangi, Nengonengo, Nukutepipi, Paraoa och Tauere
- Hikueru - med Marokau, Ravahere, Reitoru, Rekareka/Tehuata och Tekokota
- Fangatau - med Fakahina
- Makemo - med Haraiki, Hiti, Katiu, nord Marutea, Nihiru, Raroia, Taenga, Takume, syd Tepoto och Tuanake
- Napuka/Tepukamaruia - med nord Tepoto

- Östra gruppen med
- Nukutavake - med Akiaki, Pinaki, Vahitahi och Viaraatea
- Puka Puka/Mahina
- Reao - med Pukarua
- Tatakoto
- Tureia/Papahena - med Fangataufa, Mururoa/Moruroa, Tamatangi och Vanavana

Varje del omfattar i sin tur en rad mindre öar, atoller och rev.
Befolkningen uppgår till cirka 15 000 invånare (17 inv/km²) med huvudorten Avatoru på cirka 800 invånare. Huvudspråken är lokal tahitiska och franska.
Valutan är CFP-franc som i övriga Franska Polynesien.